# Коннак
Конна́к (фр. Connac, окс. Colnac) — коммуна во Франции, находится в регионе Окситания. Департамент — Аверон. Входит в состав кантона Рекиста. Округ коммуны — Родез.
Код INSEE коммуны — 12075.
Коммуна расположена приблизительно в 540 км к югу от Парижа, в 105 км северо-восточнее Тулузы, в 37 км к югу от Родеза.

## Население
Население коммуны на 2008 год составляло 113 человек.
| 1962 | 1968 | 1975 | 1982 | 1990 | 1999 | 2008 |
| ---- | ---- | ---- | ---- | ---- | ---- | ---- |
| 166  | 196  | 145  | 148  | 106  | 122  | 113  |

## Экономика
В 2007 году среди 64 человек в трудоспособном возрасте (15—64 лет) 43 были экономически активными, 21 — неактивными (показатель активности — 67,2 %, в 1999 году было 68,6 %). Из 43 активных работали 39 человек (23 мужчины и 16 женщин), безработных было 4 (1 мужчина и 3 женщины). Среди 21 неактивных 7 человек были учениками или студентами, 5 — пенсионерами, 9 были неактивными по другим причинам.